# Provinzial Holding

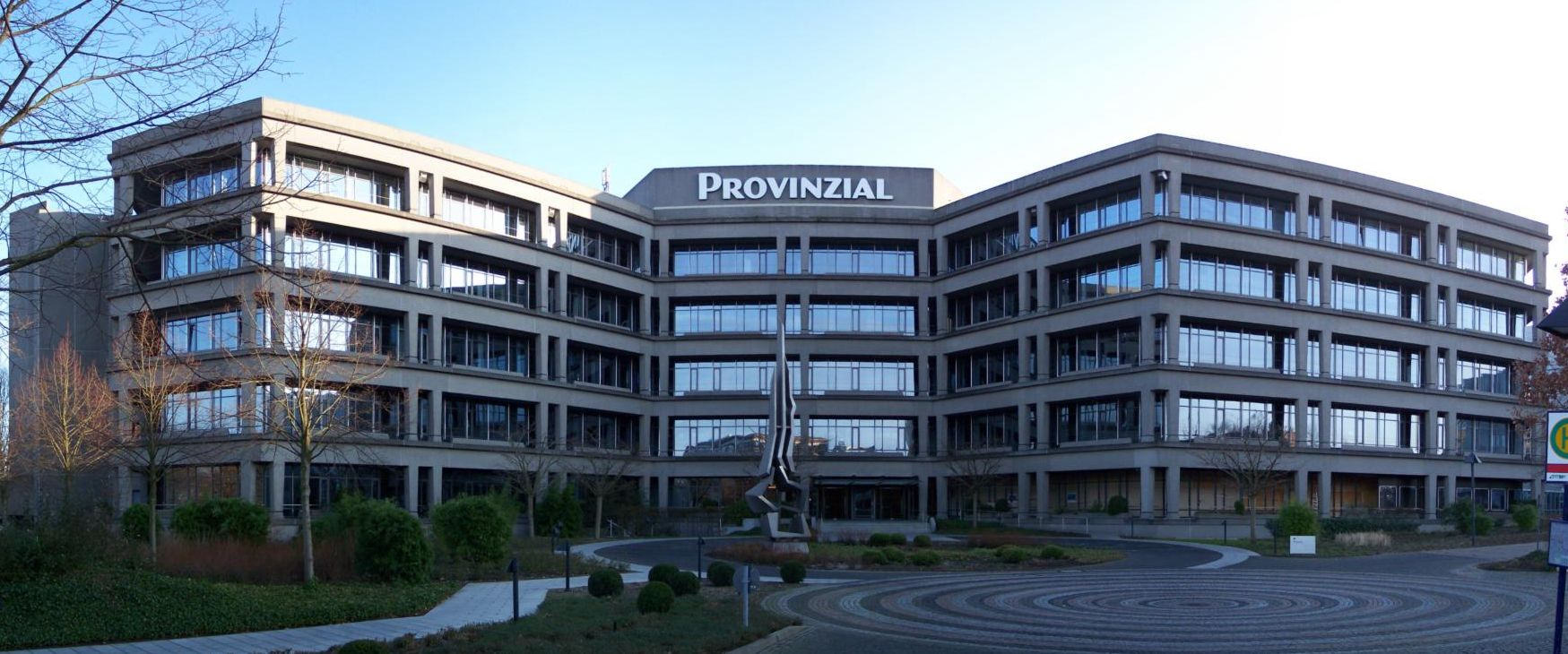
Verwaltungsgebäude der Provinzial in Münster

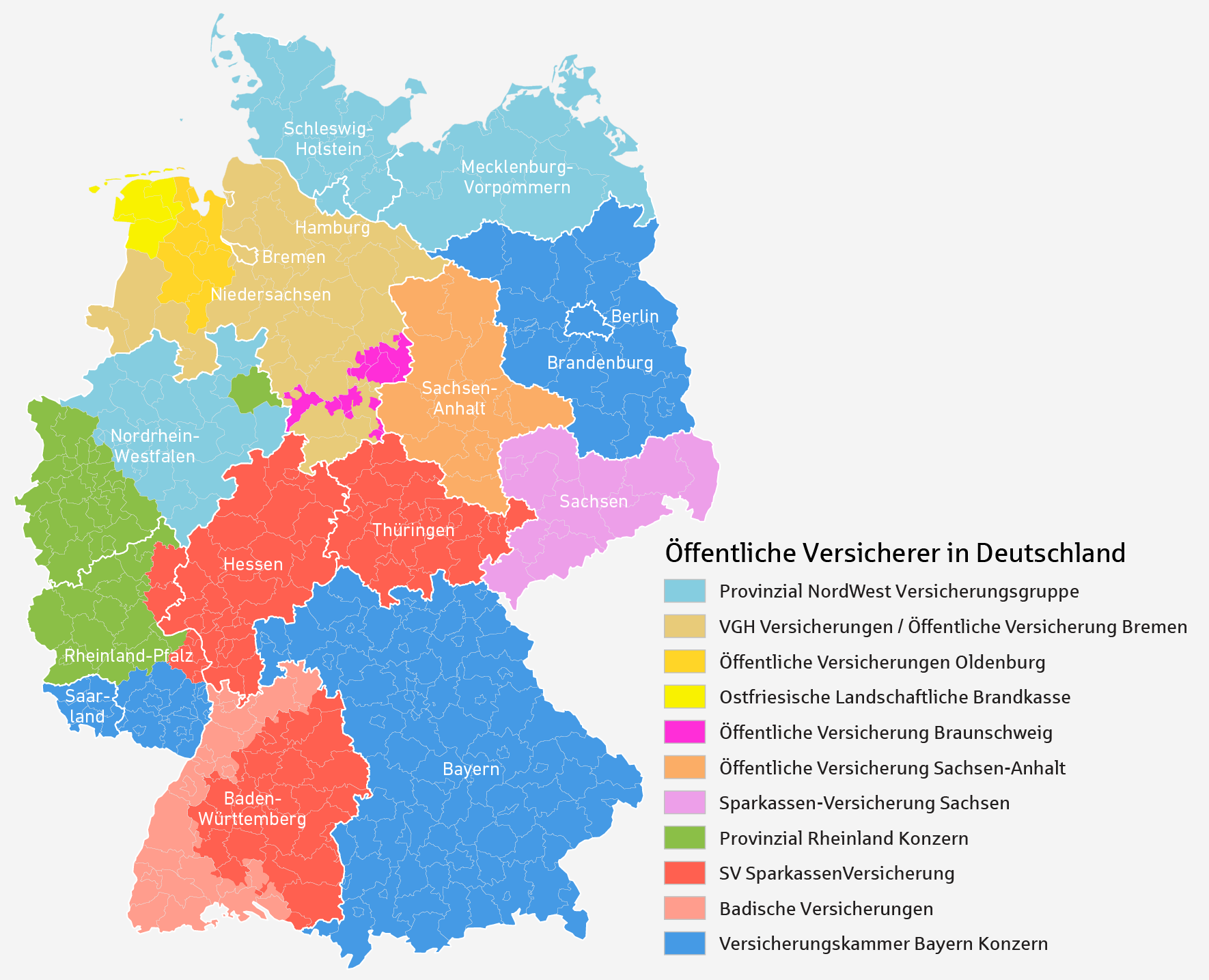
Geschäftsgebiete der Öffentlichen Versicherer in Deutschland

Die Provinzial Holding AG ist die Konzernmutter der Provinzial Gruppe, einer deutschen öffentlichen Versicherungsgruppe. Sie hat ihren Sitz in Münster und neben Westfalen und dem Rheinland zählen Schleswig-Holstein, Mecklenburg-Vorpommern, Hamburg sowie Rheinland-Pfalz zum Geschäftsgebiet. Die Provinzial Holding beschäftigt 236 Mitarbeiter (2021) und erzielte 2021 gebuchte Bruttobeiträge im Gesamtvolumen von rund 368,136 Millionen Euro.

## Geschichte

### Gründung
Am 4. September 2018 gaben die Anteilseigner der Provinzial Rheinland und der Provinzial NordWest eine gemeinsame Erklärung über ein mögliches Zusammengehen ab. Bis zum Zusammenschluss der beiden Provinzial-Versicherer firmierte die Provinzial Holding AG als Provinzial NordWest Holding AG an der Spitze der Provinzial NordWest.
Zur Vorgeschichte der Provinzial Holding AG siehe auch: Provinzial NordWest → Geschichte
Die Fusion wurde am 31. August 2020 mit der Eintragung ins Handelsregister rückwirkend zum 1. Januar 2020 rechtswirksam und die neue Provinzial Versicherungsgruppe unter der Führung der Provinzial Holding gebildet. Im Zuge der Fusion übernahm die Provinzial Holding von der Provinzial Rheinland Sacheinlagen. Im Gegenzug erhielt die nach wie vor existierende Provinzial Rheinland Holding AöR Anteile an der Provinzial Holding AG. Rechtsnachfolgerin der beiden Konzerne Provinzial Rheinland und Provinzial NordWest wurde die Provinzial Versicherung AG.

### Flutkatastrophe 2021
Nach der Umstrukturierung prägte das Unwetterereignis „Bernd“ die Geschäftsentwicklung der Provinzial Holding. Zum einen stiegen die Bruttoaufwendungen für Versicherungsfälle, insbesondere in der verbundenen Wohngebäude- und der Sturmversicherung. Zum anderen übernahm die Provinzial Holding den Verlust der von „Bernd“ besonders betroffenen Provinzial Versicherung.

## Unternehmensstruktur
Die Provinzial Holding AG mit Sitz in Münster ist das Mutterunternehmen des Provinzial Konzerns und fungiert als Management-Holding. Sie hält die strategischen Beteiligungen an den Versicherungsunternehmen des Provinzial Konzerns und übernimmt deren Führung und Steuerung. Darüber hinaus betreibt sie das aktive Rückversicherungsgeschäft. Die Provinzial Holding beschäftigt 236 Mitarbeiter (2021) und erzielte 2021 gebuchte Bruttobeiträge im Gesamtvolumen von rund 368,136 Millionen Euro. Die Holding wird von Wolfgang Breuer als Vorstandsvorsitzender geführt. Weitere Mitglieder im Vorstand sind der stellvertretende Vorstandsvorsitzende Patric Fedlmeier, Sabine Krummenerl, Guido Schaefers, Ulrich Scholten, Rainer Sommer sowie Nina Schmal. Unter dem Dach der Provinzial Holding AG agieren folgende Erstversicherungsunternehmen:
| Schaden- und Lebensversicherer | Schaden- und Lebensversicherer        |
| ------------------------------ | ------------------------------------- |
| Provinzial Versicherung AG*    | Hamburger Feuerkasse Versicherungs-AG |
| Provinzial Nord Brandkasse AG  | Lippische Landesbrandversicherung AG  |

| Lebensversicherer                         | Lebensversicherer                          |
| ----------------------------------------- | ------------------------------------------ |
| Provinzial NordWest Lebensversicherung AG | Provinzial Rheinland Lebensversicherung AG |

* Entstanden durch die Verschmelzung der Westfälischen Provinzial Versicherung AG auf die Provinzial Rheinland Versicherung AG rückwirkend zum 1. Januar 2021.
{\displaystyle \rightarrow }Siehe zur umfassenden Konzernübersicht: Provinzial Gruppe – Unternehmensstruktur